# Заречье-Второе
Заречье-Второе — село в Грайворонском городском округе Белгородской области России.

## География
Находится в юго-западной части Белгородской области, в лесостепной зоне, в пределах юго-западных склонов Среднерусской возвышенности, на правом берегу реки Ворсклы, вблизи государственной границы с Украиной, на расстоянии примерно 8 километров (по прямой) к западу-юго-западу от города Грайворона, административного центра района. Абсолютная высота — 121 метр над уровнем моря.

### Климат
Климат характеризуется как умеренно континентальный, с относительно мягкой зимой и продолжительным засушливым летом. Среднегодовая температура воздуха — 6 °C. Средняя температура воздуха самого холодного месяца (января) — −8,2 °C (абсолютный минимум — −37 °C); самого тёплого месяца (июля) — 19,9 °C (абсолютный максимум — 40 °С). Годовое количество атмосферных осадков — 532 мм, из которых 381 мм выпадает в период с апреля по октябрь. Снежный покров держится в течение 111 дней.

### Часовой пояс
Село Заречье-Второе как и вся Белгородская область, находится в часовой зоне МСК (московское время). Смещение применяемого времени относительно UTC составляет +3:00.

## Население
| 2002 | 2010 |
| ---- | ---- |
| 34   | ↘19  |

### Половой состав
По данным Всероссийской переписи населения 2010 года в гендерной структуре населения мужчины составляли 36,8 %, женщины — соответственно 63,2 %.

### Национальный состав
Согласно результатам переписи 2002 года, в национальной структуре населения русские составляли 80 %.